# Tegha
La Tegha è un'arma bianca manesca del tipo spada tipica del Subcontinente indiano, con lama ricurva, tagliente sul lato convesso, ed impugnatura ad una mano. Rispetto alla Scimitarra indiana, il talwar, ha lama molto più massiccia e pesante poiché serve come spada da esecuzione.

## Costruzione
Rispetto all'archetipo della scimitarra, la tegha presenta delle caratteristiche deviazioni, dovute sia alla sua derivazione dal talwar sia al suo utilizzo quale spada da esecuzione:
- La lama, sempre realizzata in ottimo acciaio Wootz, è lunga, molto massiccia e marcatamente ricurva in prossimità della punta, con tagliente sul lato convesso e dorso solido, non presenta il contro-taglio caratteristico della scimitarra vera e propria (v. kilij);
- L'impugnatura, interamente in metallo come tipico per le armi indiane, ricorda moltissimo quella del talwar o di altre spade prodotte nel subcontinente indiano, con piccola guardia a crociera dalla parte centrale massiccia, cuspidata o lavorata in fogge zoomorfe. Dalla guardia diparte un arco para-mano che si congiunge al pomolo, sempre massiccio, spesso in foggia di disco.